# مسعود بن نامدار
مسعود بن نامدار مولف و مورخ کرد اهل گنجه بوده است. او پس از پایان دوران حکومت شدادیان و در دوران امپراتوری سلجوقیدر گنجه و قفقاز زیسته و اهمیت کارش در جمع‌آوری اسناد و نوشته‌هایی در خصوص اران است. از نوشته‌ها و مکاتباتی که وی جمع آوری کرده به نظر می رسد که آن زمان گنجه به طور موقت در تصرف فریبرز شروان‌شاهان بوده است. به طور کلی، سوابق او اطلاعات مهمی در مورد تاریخ قفقاز ارائه می‌دهد و بسیاری توسط مورخان برای ترسیم وقایع آن زمان استفاده می‌شود. از آثار وی مجموعة قصص ورسائل واشعار است که به عربی تالیف شده است.